# Angel Corpse
Angelcorpse é uma banda de blackened death metal dos Estados Unidos formada em Kansas City. Se transferiu para Tampa, na Flórida em 1998, berço do death metal nos Estados Unidos. Influenciados por bandas como Morbid Angel, Sodom e Blasphemy é considerada uma das principais bandas do blackened death metal em todo o mundo. Os temas abordados nas músicas são: anticristianismo, guerra, apocalipse.
A banda foi formada em 1995 e acabou em 1999 com a saída de Pete Helmkamp por motivos pessoais quando eles estavam no final de uma turnê com Cannibal Corpse e Krisiun.  Em que alguns desses últimos shows da turnê Alex Camargo, vocalista do Krisiun, fez os vocais. Em 2006, a banda voltou a ativa, gravando um álbum novo em 2007. Em 2009 eles encerraram as atividades novamente. 

## Integrantes

### Última formação
- Pete Helmkamp - baixo e vocal  (1995-2000, 2006-2009)
- Gene Palubicki - guitarra (1995-2000, 2006-2009)
- Kelly McLauchlin - guitarra (2008-2009)
- Terry "Warhead" - bateria (2008-2009)

### Membros anteriores
- Tony Laureano - bateria (1999-2000)
- John Longstreth - bateria (1996-1998, 2006-2007)
- Bill Taylor - guitarra
- Steve Bailey - guitarra ao vivo
- Paul Collier- bateria (2008)
- J.R. Daniels - bateria  (2008)

## Discografia

### Álbuns de estúdio
- Hammer of Gods (1996)
- Exterminate (1998)
- The Inexorable (1999)
- Of Lucifer and Lightning (2007)

### Outros
- Goats to Azazael (demo, 1995)
- Nuclear Hell (single, 1997)
- Wolflust (single, 1997)
- Winds of Desecration - junto com Martire (split, 1999)
- Iron, Blood and Blasphemy (coletânea, 2000)
- Death Dragons of the Apocalypse (ao vivo, 2002)